# Y
Y \ أي غريكا \ إبسلن \ واي بالإنكليزية واي وبالألمانية إبسلن، الحرف الخامس والعشرون من الأبجدية اللاتينية.
- في الكيمياء يرمز Y لعنصر الإتريوم.